# Мельничное (Белогорский район)
Ме́льничное (до 1948 года Терекли́-Шейх-Эли́; укр. Мельничне, крымскотат. Terekli Şeyh Eli, Терекли Шейх Эли) — село в Белогорском районе Республики Крым, центр Мельничного сельского поселения (согласно административно-территориальному делению Украины — Мельничного сельского совета Автономной Республики Крым).

## Население
| 2001 | 2014 |
| ---- | ---- |
| 884  | ↘746 |

Всеукраинская перепись 2001 года показала следующее распределение по носителям языка
| Язык             | Процент |
| ---------------- | ------- |
| русский          | 53.17   |
| крымскотатарский | 33.14   |
| украинский       | 10.97   |
| другие           | 0.11    |

### Динамика численности
| - 1805 год — 35 чел. - 1864 год — 15 чел. - 1900 год — 0 чел. - 1915 год — 54/55 чел. - 1926 год — 91 чел. - 1939 год — 144 чел. | - 1974 год — 840 чел. - 1989 год — 998 чел. - 2001 год — 884 чел. - 2009 год — 940 чел. - 2014 год — 746 чел. |

## Современное состояние
На 2017 год в Мельничном числится 9 улиц; на 2009 год, по данным сельсовета, село занимало площадь 115,7 гектара на которой, в 229 дворах, проживало 940 человек. В селе действуют средняя общеобразовательная школа, детский сад «Солнышко», сельский Дом культуры, библиотека-филиал № 11,отделение Почты России. Мельничное связано автобусным сообщением с райцентром, Симферополем и соседними населёнными пунктами.

## География
Мельничное — село на севере района, в нижнем течении реки Бурульча на правом берегу, на южной окраине степной зоны Крыма, на границе с Красногвардейским районом. Высота села над уровнем моря — 157 м. Соседние сёла: Долиновка в 5,5 км выше по реке, Ударное в 3,5 км на восток и Пологи Красногвардейского района в 4 км севернее.
Расстояние до райцентра — около 28 километров (по шоссе), расстояние до ближайшей железнодорожной станции Симферополь — примерно 45 километров. Транспортное сообщение осуществляется по региональной автодороге 35Н-125 Ударное — Красногорское (по украинской классификации — С-0-10349).

## История
Первое документальное упоминание села встречается, видимо, в Камеральном Описании Крыма… 1784 года, судя по которому, в последний период Крымского ханства Керекли Шейхели входил в Аргынский кадылык Карасубазарского каймаканства. После присоединения Крыма к России (8) 19 апреля 1783 года, (8) 19 февраля 1784 года, именным указом Екатерины II сенату, на территории бывшего Крымского Ханства была образована Таврическая область и деревня была приписана к Симферопольскому уезду. После Павловских реформ, с 1796 по 1802 год, входила в Акмечетский уезд Новороссийской губернии. По новому административному делению, после создания 8 (20) октября 1802 года Таврической губернии, Терекли-Шейх-Эли были включены в состав Табулдинской волости Симферопольского уезда.
По Ведомости о всех селениях в Симферопольском уезде состоящих с показанием в которой волости сколько числом дворов и душ… от 9 октября 1805 года, в деревне Терек-Шейх-Эли числилось 7 дворов и 35 жителей, исключительно крымских татар. На военно-топографической карте генерал-майора Мухина 1817 года обозначена деревня Тереклы-Шейх-Эли с 3 дворами. После реформы волостного деления 1829 года Тереклы Шеих-Эли, согласно «Ведомости о казённых волостях Таврической губернии 1829 года», отнесли к Айтуганской волости (преобразованной из Табулдынской). Вскоре, вследствие эмиграции татар в Турцию, село опустело и в 1835 году земли выделили немецким колонистам-меннонитам во главе с неким Утцем. На картах 1836 и 1842 года Терекли-Шейх-Эли обозначен ещё как хутор.
В 1860-х годах, после земской реформы Александра II, деревню приписали к Зуйской волости. В «Списке населённых мест Таврической губернии по сведениям 1864 года», составленном по результатам VIII ревизии 1864 года, 2 Тереклы-Шейх-Эли — владельческий хутор с 1 двором и 15 жителями при колодцах (на трёхверстовой карте Шуберта 1865—1876 года на месте деревни обозначен хутор Гущина с 1 двором), а в «Памятной книге Таврической губернии 1889 года» по результатам Х ревизии 1887 года населённый пункт с названием Тереклы-Шейх-Эли вообще не значится.
После земской реформы 1890 года, Тереклы-Шейх-Эли отнесли к Табулдинской волостии. По «…Памятной книжке Таврической губернии на 1900 год» в экономии Рейнера Тереклы-Шейх-Эли, приписанной к волости для счёта, с 2734 десятинами земли, жителей и домохозяйств не числилось. По Статистическому справочнику Таврической губернии. Ч.II-я. Статистический очерк, выпуск шестой Симферопольский уезд, 1915 год, в деревне Тереклы-Шейх-Эли Табулдинской волости Симферопольского уезда числилось 9 дворов с немецким населением в количестве 54 человек приписных жителей и 55 — «посторонних», из которых 54 мужчины и 55 женщин. Жители владели 1236 десятинами удобной земли. В хозяйствах имелось 54 лошади, 50 волов, 44 коровы и 30 голов мелкого скота.
После установления в Крыму Советской власти, по постановлению Крымревкома от 8 января 1921 года была упразднена волостная система и село вошло в состав вновь созданного Карасубазарского района Симферопольского уезда, а в 1922 году уезды получили название округов. 11 октября 1923 года, согласно постановлению ВЦИК, в административное деление Крымской АССР были внесены изменения, в результате которых округа ликвидировались, Карасубазарский район стал самостоятельной административной единицей и село включили в его состав. Согласно Списку населённых пунктов Крымской АССР по Всесоюзной переписи 17 декабря 1926 года, в селе Тереклы-Шейх-Эли, Аргинчикского сельсовета Карасубазарского района, числилось 20 дворов, все крестьянские, население составляло 91 человек, из них 79 немцев, 10 русских, 2 татар. В 1929 году в селе образован колхоз «Роте фане». Постановлением ВЦИК от 10 июня 1937 года был образован новый, Зуйский район, в который вошло село. По данным всесоюзной переписи населения 1939 года в селе проживало 144 человека. Вскоре после начала Великой Отечественной войны, 18 августа 1941 года крымские немцы были выселены, сначала в Ставропольский край, а затем в Сибирь и северный Казахстан.
В 1944 году, после освобождения Крыма от фашистов, 12 августа 1944 года было принято постановление № ГОКО-6372с «О переселении колхозников в районы Крыма» и в сентябре 1944 года в район приехали первые новоселы (212 семей) из Ростовской, Киевской и Тамбовской областей, а в начале 1950-х годов последовала вторая волна переселенцев из различных областей Украины. С 25 июня 1946 года Тереклы-Шейх-Эли в составе Крымской области РСФСР. Указом Президиума Верховного Совета РСФСР, от 18 мая 1948 года, Тереклы-Шейх-Эли были переименованы в Мельничное. 26 апреля 1954 года Крымская область была передана из состава РСФСР в состав УССР, в том же году колхозы сельсовета объединены в колхоз «За мир» с центральной усадьбой в Мельничном. После ликвидации в 1959 году Зуйского района, село включили в состав Белогорского. Время создания сельсовета пока не установлено: на 15 июня 1960 года он уже существовал. На 1974 год в Мельничном числилось 840 жителей. По данным переписи 1989 года в селе проживало 998 человек. С 12 февраля 1991 года село в восстановленной Крымской АССР, 26 февраля 1992 года переименованной в Автономную Республику Крым. С 21 марта 2014 года в составе Крыма аннексировано Россией.

### Карчау
Карчау (также Кертава) — лютеранское село в районе современного Мельничного. основано в 1904 году в Табулдинской волости на 1000 десятинах земли. В 1918 году числилось 75 жителей. Более не встречается.